# Eriq Ebouaney
Eriq Ebouaney (Angers, 3 ottobre 1967) è un attore francese.

## Biografia
Nato da immigrati del Camerun, a 30 anni diventò un attore teatrale e poi iniziò a recitare in molti film di varie nazionalità (francese, tedesca, italiana, coreana, statunitense).

## Filmografia

### Cinema
- Lumumba, regia di Raoul Peck (2000)
- Les Rois mages (2001)
- Femme fatale, regia di Brian De Palma (2002)
- Le crociate - Kingdom of Heaven (Kingdom of Heaven), regia di Ridley Scott (2005)
- Africa Paradis, regia di Sylvestre Amoussou (2006)
- Nativity (The Nativity Story), regia di Catherine Hardwicke (2006)
- Hitman - L'assassino (Hitman), regia di Xavier Gens (2007)
- Bianco e nero, regia di Cristina Comencini (2008)
- Cash - Fate il vostro gioco (Ca$h), regia di Éric Besnard (2008)
- Baby Love (Comme les autres), regia di Vincent Garenq (2008)
- 35 rhums, regia di Claire Denis (2008)
- Disgrace, regia di Steve Jacobs (2008)
- Transporter 3, regia di Olivier Megaton (2008)
- Thirst, regia di Park Chan-wook (2009)
- The Horde (La Horde), regia di Yannick Dahan e Benjamin Rocher (2009)
- Henry, regia di Alessandro Piva (2010)
- Case départ, regia di Fabrice Eboué (2011)
- Il principe del deserto (Black Gold), regia di Jean-Jacques Annaud (2011)
- 3 Days to Kill, regia di McG (2014)
- Bastille Day - Il colpo del secolo (Bastille Day), regia di James Watkins (2016)
- China Salesman - Contratto mortale (China Salesman), regia di Tan Bing (2017)
- Domino, regia di Brian De Palma (2019)
- La terra e il sangue (La terre et le sang), regia di Julien Leclercq (2020)
- Rogue City (Bronx), regia di Olivier Marchal (2020)

### Televisione
- Jo – serie TV, 5 episodi (2013)
- The Walking Dead: Daryl Dixon – serie TV, 9 episodi (2023-2024)